# 薛綬
薛綬（1417年—1449年），原名薛壽童，薛斌之子，蒙古族，北京順天府昌平縣（今北京昌平）人，明朝軍事將領，永順伯。
薛斌去世時，薛壽童年僅五歲，永乐二十二年（1424年），跟随叔叔薛貴参见明仁宗時，立命嗣伯，賜名綬。其長大后驍勇善戰，正統十四年（1449年），跟随明英宗征瓦剌。英宗撤离宣府时，明将吳克忠、吳克勤兄弟所率殿军，被瓦剌追兵所歼灭，他與成國公朱勇等遇敵於鷂兒嶺。弦斷矢盡后被俘支解。隨後得知其為蒙古人，於是歎道：“此吾同類，宜勇健若此。”謚武毅。